# Babina subaspera
Espèce
Synonymes
- Rana subaspera Barbour, 1908

Statut de conservation UICN

 EN B1ab(iii) : En danger
Babina subaspera est une espèce d'amphibiens de la famille des Ranidae.

## Répartition
Cette espèce est endémique de l'archipel Nansei au Japon. Elle se rencontre sur les îles d'Amami-Ōshima et de Kakeromajima,.

## Description
Babina subaspera présente une allure robuste. Elle mesure de 93 à 126 mm pour les mâles et de 111 à 140 mm pour les femelles.

## Publication originale
- Barbour, 1908 : Some new Amphibia Salientia. Proceedings of the Biological Society of Washington, vol. 21, p. 189-190 (texte intégral).